# Howerla (Dorf)
Howerla (ukrainisch Говерла; russisch Говерла Gowerla, slowakisch Hoverla, ungarisch Hoverla) ist ein Dorf in den „Schwarzen Bergen“ im Südosten der ukrainischen Oblast Transkarpatien mit 380 Einwohnern (2006).
Das erst 1947 offiziell entstandene Dorf war bis dahin ein Ortsteil von Luhy, bekam aber schon im 19. Jahrhundert den Namen Hoverla (nach dem Fluss im Tal). Es liegt in 690 m Höhe im Tal der Weißen Theiß am Fuße der Howerla, dem höchsten Berg der Ukraine. Im Dorf mündet der 12 km lange Howerla-Bach in die Weiße Theiß.
Am 12. Juni 2020 wurde das Dorf Teil der neu gegründeten Landgemeinde Bohdan im Rajons Rachiw; bis dahin gehörte es zur Landratsgemeinde des benachbarten Dorfes Luhy (Луги).
Das Rajonzentrum Rachiw liegt 25 km westlich und das Oblastzentrum Uschhorod 236 km nordwestlich von Howerla.